# Der oberschlesische Kurier
Der oberschlesische Kurier war eine katholische Tageszeitung mit den Verlagsorten Königshütte und Kattowitz sowie Zweigstellen in Beuthen, Hindenburg, Laurahütte, Myslowitz und Rybnik (Stand 1919).

## Geschichte
Die Zeitung wurde 1906 von den Brüdern Fritz und Alfred Wenske in Königshütte gegründet. 1919 hatte sie eine Auflage von 50.000 Exemplaren. 1922 wurde sie zum Organ der Katholischen Volkspartei (bis 1921: ZENTRUM).

## Verweise